# 지므리
지므리(재위 기원전 884년경-884년경)는 '영양'이라는 뜻이다. 분열 이스라엘 왕국의 5대 왕으로 전왕 엘라를 죽이고 왕위에 올랐으나 재위 7일 만에 결국 오므리에 의해 죽었다.
처음에는 엘라의 신하이자 병거대의 절반을 다스리는 장수였으나 반란을 일으켜 엘라를 죽이고 왕위에 올랐다. 그러나 성경에 따르면 하나님의 눈에 거슬리는 악한 짓을 많이 해 곧 이스라엘 군대가 장수 오므리를 새 왕으로 세우고 기브톤을 치려고 진을 쳤고 결국 티르차를 포위했다.
티르차가 함락당하는 것을 본 지므리는 왕궁 성채로 들어가 왕궁에 불을 지르고 그 불속에서 타 죽었다.